# Adorn
Adorn is een fictieve rivier in de even fictieve wereld Midden-aarde van J.R.R. Tolkien.
Vanuit haar oorsprong in de Witte Bergen stroomt zij naar het westen om op de grenzen van Enedwaith zich samen te voegen met de rivier de Isen. De Adorn markeert de westgrens van Rohan.
Het gebied tussen de Isen, de Adorn en de Witte Bergen wordt de Westmark genoemd en behoort tot het koninkrijk Rohan, maar gedurende de Derde Era werd er om het gebied gevochten tussen de Rohirrim en de Donkerlanders.
Adorn · Anduin (de Grote Rivier) · Angren (Isen) · Baranduin (Brandewijn) · Betoverde Rivier · Bruinen (Luidwater) · Carnen (Roodwater) · Celduin (Running) · Celebrant (Zilverlei) · Celos · Ciril · Deemril · Dieptestroom · Erui · Gilrain · Glanduin (Grensrivier) · Glanhir (Meringstroom) · Gwathló (Grauwel) · Harnen (Zuiderrivier) · Lefnui · Lhûn (Lune) · Limlicht · Mitheithel (Grijsvloed) · Morgulduin · Morthond · Nimrodel · Ninglor (Lis) · Onodló (Entwas) · Poros · Rhimdath · Ringló · Serni · Sirith · Sirannon (Poortstroom) · Sneeuwborn · Het Water · Wilgewinde · Woudrivier